# Gheorghe Panaiteanu Bardasare
Gheorghe Panaiteanu Bardasare, né le 22 avril 1816 à Burdujeni, alors dans le județ de Botoșani et mort le 9 novembre 1900 à Iași, est un peintre, graveur et dessinateur roumain.

## Biographie

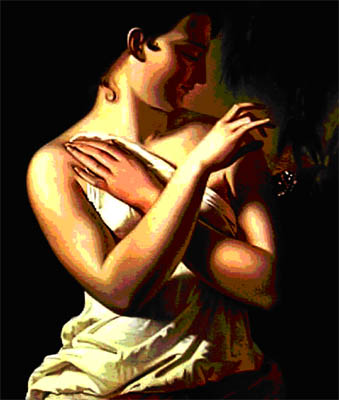
Gheorghe Panaiteanu Bardasare - Fata cu fluturele (Fille et papillon, aussi connue sous le titre de Vénus au bain).

Il étudie à l’Academia Mihăileană de Iași (1835-1840), puis obtient une bourse d’études pour l’Académie des beaux-arts de Munich. Il devient rapidement membre extraordinaire de la Société artistique de Munich. Se spécialisant en lithographie, en particulier dans l’institut dirigé par Ferdinand von Piloty et Jacob Melher, il s’intéresse aussi à la peinture de genre et au portrait, prenant des leçons avec Richard Lauchert.
De retour dans son pays natal après dix-huit ans passés à Munich, il contribue à l’établissement de l’école des Beaux-Arts à Iași (le 26 octobre 1860), et avec Gheorghe Asachi et Mihail Kogălniceanu, du musée d’Art de Iași.
Pendant près de quarante ans, il consacre la majeure partie de son temps à ces deux institutions, au détriment de la peinture. Il contribue à former de nombreux artistes : Constantin Stahi (ro), Emanoil Panaiteanu-Bardasare (ro), Ludovic Bassarab (ro), Theodor Buiucliu (ro), Ștefan Șoldănescu (ro), Octav Băncilă. Il expose ses œuvres et celles de ses étudiants aux expositions organisées par l'École des Beaux-Arts et à celles dites « des artistes vivants », à Bucarest.

## Œuvres

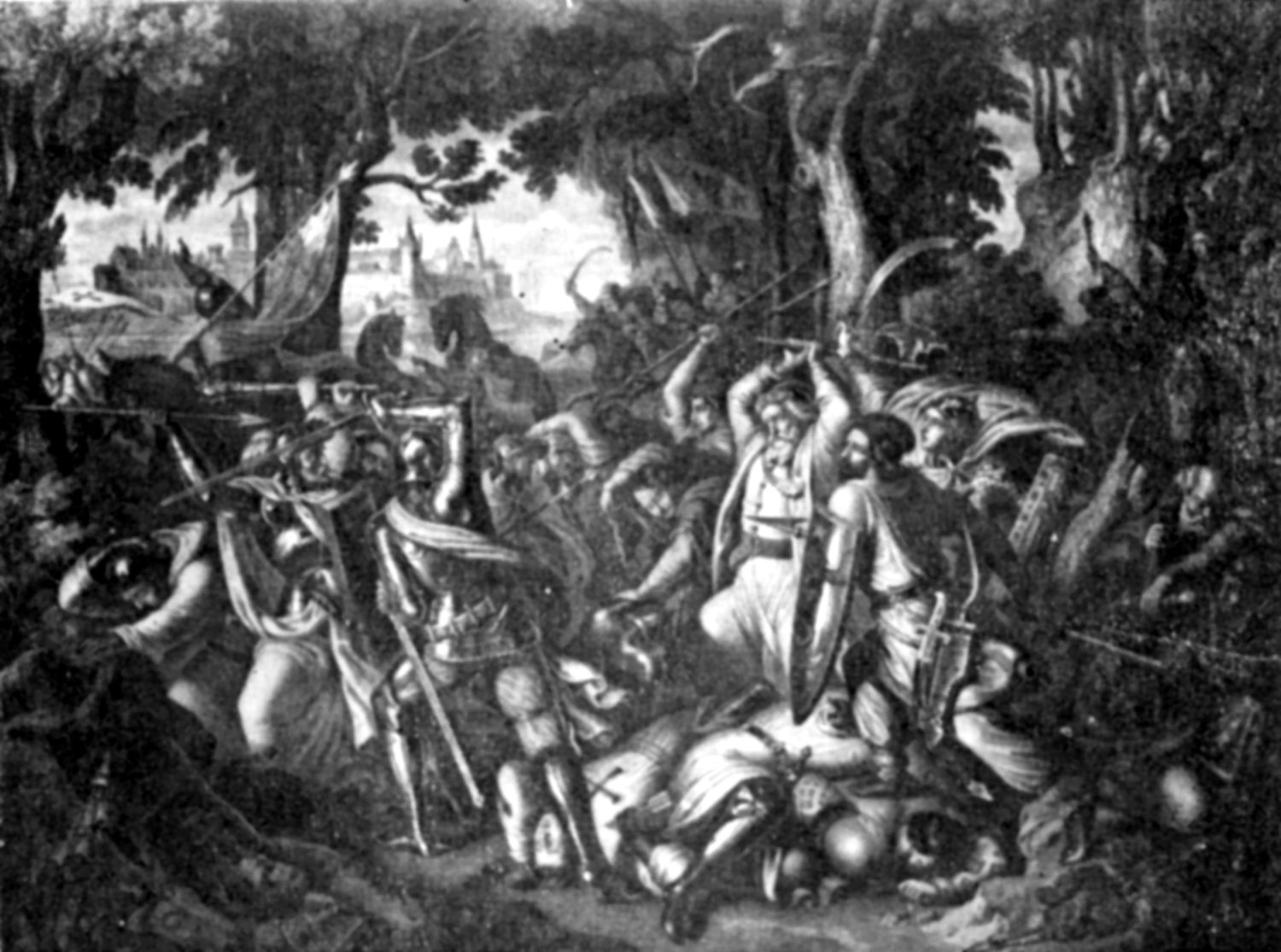
Gheorghe Panaiteanu Bardasare - Bătălia Moldovenilor cu cavalerii crucieri, urmată lângă Marienburg, în Prusia, la 1423 (1422), 1843.

### Dessins et lithographies
- O mamă cu fiul ei ;
- Două surori ;
- Bătălia moldovenilor cu cavalerii teutoni.

### Peintures
- Fata cu fluturele ;
- Femeia cu tamburina ;
- Surâsul ;
- Peisajul în Bavaria (aquarelle) ;
- Franciscanul ;
- A. Lochmann.

## Hommage

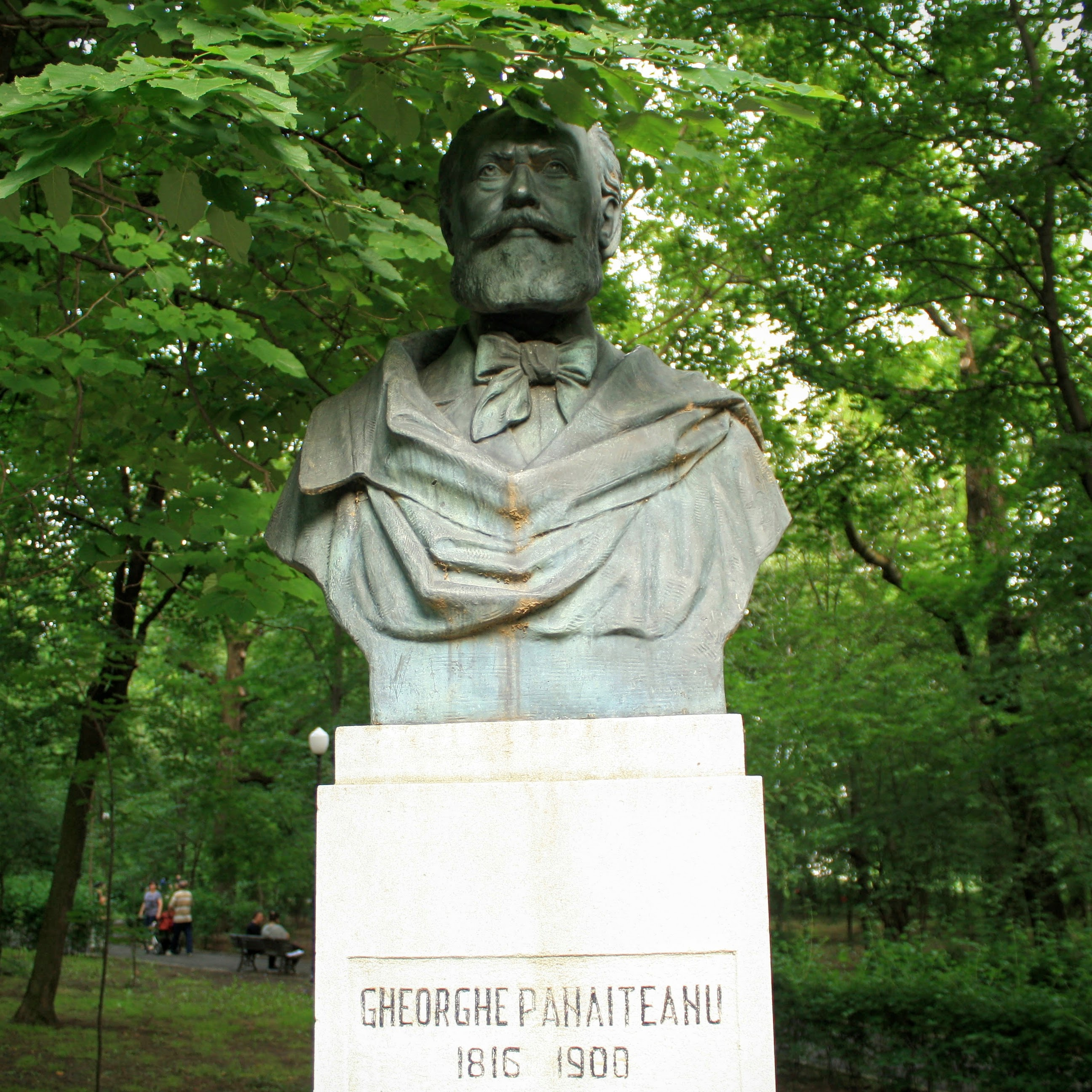
Buste de Gheorghe Panaiteanu-Bardasare, Iași.

Un buste de Gheorghe Panaiteanu-Bardasare est érigé dans le parc Copou de Iași.

### Liens externes
- Ressource relative aux beaux-arts :   - Bénézit
- Notices d'autorité :   - VIAF
  - ISNI
  - IdRef
  - LCCN
  - Espagne
  - Pologne
  - Tchéquie
  - WorldCat